# Legista
Legista (od: łac. leges – prawa) – określenie powstałe w średniowiecznej Europie, oznacza ono znawcę, czy wręcz wielbiciela prawa rzymskiego.
Legiści mieli duży wpływ na rozwój europejskiego prawa oraz ustrojów politycznych, gdyż po odkryciu Kodeksu Justyniana przez uniwersytet w Bolonii propagowali oni zawarte w nim reguły, przyczyniając się do recepcji prawa rzymskiego.
Legiści byli głównymi doradcami takich władców, jak Ludwik IV Bawarski czy Filip IV Piękny. Dążyli do wzmocnienia władzy monarszej tak we Francji, jak i Niemczech. Interpretując teksty prawa rzymskiego uzasadniali potrzebę istnienia silnej władzy monarszej. Przyczynili się oni m.in. do ustalenia, że elekcja króla niemieckiego nie wymaga zatwierdzenia papieskiego (Norymberga 1323, zjazd elektorów w Rhense koło Koblencji 1338).
Biorąc pod uwagę, że prawo rzymskie było wykorzystywane do celów propagandy cesarskiej, stosunek do prawa rzymskiego we Francji był ambiwalentny i wykorzystywano w tej mierze przychylność tych papieży, którzy chcieli podporządkować sobie władzę cesarza Niemiec. Innocenty III w 1202 wydał dekretał stwierdzając, że król posiada najwyższą władzę w sprawach świeckich. Dekretałem z 1204 ogłosił, że papież nie jest władny orzekać w sprawach lenn. Honoriusz III w 1219 wydał co prawda bullę zakazującą wykładania prawa rzymskiego na Uniwersytecie w Paryżu, ale uczynił to w porozumieniu z dworem francuskim, aby zapobiec rozpowszechnaniu się idei cesarskich, które by podważały suwerenność króla Francji.
Legiści francuscy obawiali się bowiem roszczeń cesarzy niemieckich wobec terytorium Królestwa Francji poprzez argumentację, że cesarz jest zwierzchnikiem królów, a zatem i króla Francji. Podkreślali zatem niezależność króla Francji zarówno od papieża, jak i cesarza. Propagowali tezę, że "król jest cesarzem we własnym państwie" (rex est imperator in regno suo). Żadne prawo obcych władców nie mogło więc uzyskać na terenie Francji mocy obowiązującej. Przyjęli więc taką interpretację, że nie tylko cesarz rzymski (niemiecki) może odwoływać się do prawa rzymskiego, ale i król francuski. Prawo rzymskie stosowane było - ich zdaniem - nie z racji władzy cesarskiej, ale z nakazu rozumu (non ratione imperii, sed imperio rationis). Do grona legistów należał m.in. Guillaume de Nogaret.
Legiści zakwestionowali Traktat w Troyes, sięgając do teorii korony królestwa. Uznali, że władca nie może dowolnie dysponować królestwem, które przysługuje najstarszemu synowi. Dzięki koncepcji legistów utrwaliła się zasada następstwa tronu we Francji, zgodnie z którą w chwili śmierci władcy tron obejmuje najstarszy syn. Była to tzw. teoria statutowa, zgodnie z którą monarcha musiał przestrzegać "statutu Królestwa", w sensie zbioru reguł ustrojowych Królestwa Francji. Miała ona związek z koncepcją prawami fundamentalnymi. W XIII wieku Philippe de Rémi (Philippe de Beaumanoir) przyczynił się do wypracowania teorii ordonansów, zapewniającej władcy uprawnienia najwyższego prawodawcy w królestwie, nadrzędne wobec prawa zwyczajowego i uprawnień panów feudalnych, wynikających z przywilejów i immunitetów.
Legiści francuscy przyczynili się do umocnienia władzy królewskiej we Francji poprzez: podkreślenie niezależności króla od papieża i cesarza (suwerenność wewnętrzna), wypracowanie uzasadnienia dla ciągłości tronu w ramach jednej dynastii i niepodzielności terytorium, przyznania uprawnień prawodawczych królowi Francji (suwerenność wewnętrzna).